# Ulf Lundkvist

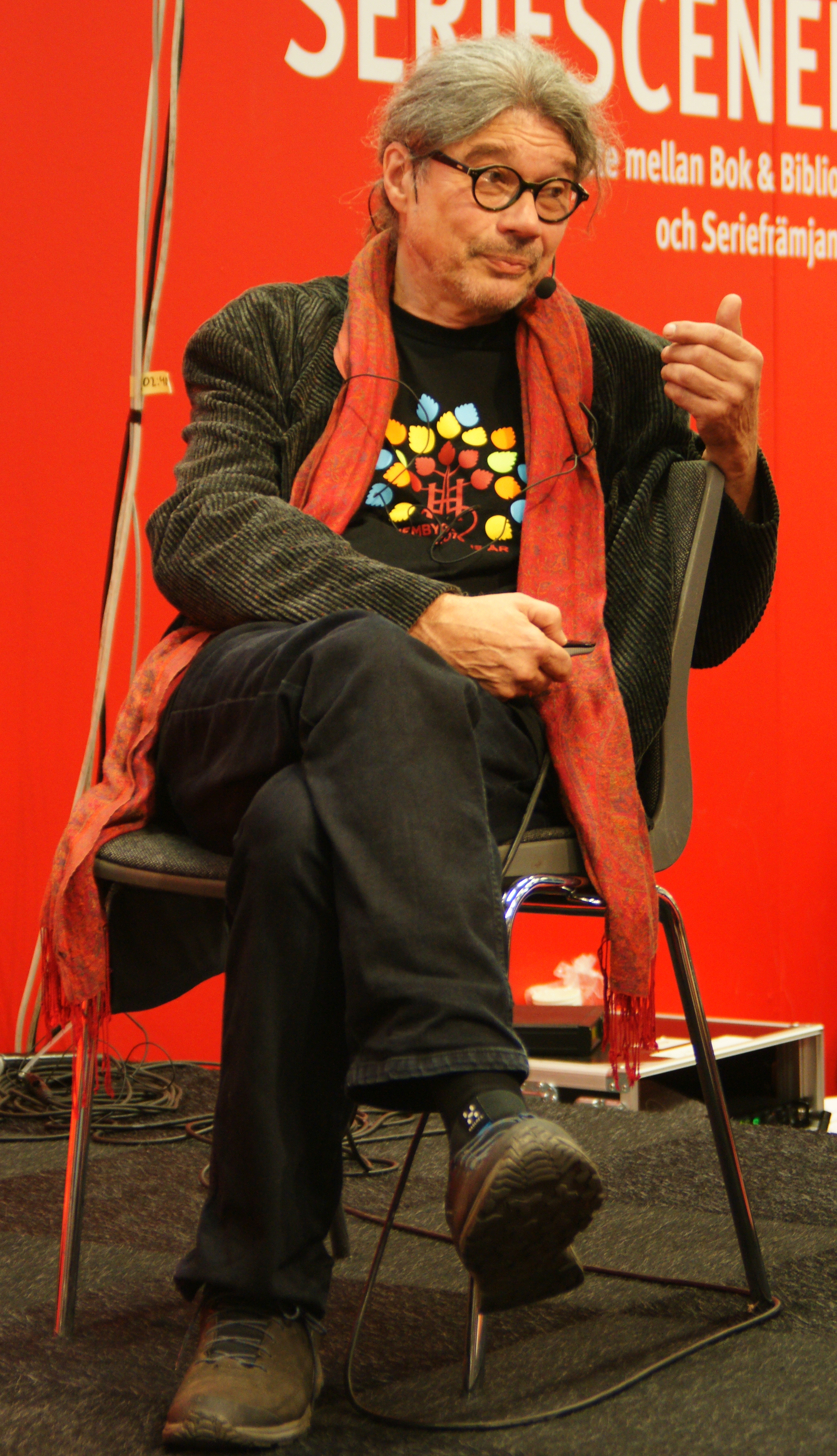
Ulf Lundkvist

Ulf Lundkvist (* 1952) ist ein schwedischer Künstler, Zeichner und Maler.
Ulf Lundkvist schildert die versteckten und vergessenen Seiten seines Heimatlandes Schweden, von der armen Landbevölkerung des 18. Jahrhunderts über stillgelegte Bahnhöfe und trockene Zapfsäulen bis hin zu den Autobahnkreuzen und Einkaufszentren von heute. Seine Hauptfaszination gilt den 1940er bis 1960er Jahren, in seinen Werken steht die Zeit still.
Lundkvist arbeitet mit verschiedenen Mitteln der graphischen Gestaltung, ist aber hauptsächlich für seine Comic-Serien bekannt. Lundkvists Zeichenstil ist schlampig-krakelig, unter Miteinbeziehung von Tuscheflecken, Daumenabdrücken und ähnlichem. Viele seiner Werke wurden in der Zeitschrift Galago und in Buchform im Tago-Förlag veröffentlicht.
Lundkvist ist einem breiteren Publikum vor allem durch seine Serie Assar bekannt, die seit 1990 täglich in Dagens Nyheter, Schwedens größter Tageszeitung, publiziert wird.

## Assar
Assar ist eine Kochwurst, die vor dem sicheren Ende in einer Vorstadt-Wurstbude flieht und sich im Kaff Nollberga ein neues Leben aufbaut. Dort tritt Assar hauptsächlich als Erzähler und kritischer Beobachter auf, der das ganze Spektrum der anachronistischen Bevölkerung präsentiert und die skurrilen Ereignisse schildert.
Tyrone ist der Dorfdepp, der den Spott aller stoisch erträgt. Keiner weiß, dass er beim Grab seiner Eltern den Kohlrabieid geschworen hat und jetzt Nollbergas Beschützer Bimbo ist. Wenn der durch und durch böse Razor das Dorf tyrannisiert, schlüpft Tyrone in sein Bimbo-Kostüm und nimmt die Jagd auf. Razor, das haarige und ewig grob fluchende Wesen, muss zur Strafe mit Rymd-Börje in dessen Rakete mitreisen und rund um die Uhr mit Börje Schwarzer Peter spielen.
Nollberga ist ein Königreich. König Royne ist ein volksnaher Herrscher, der zeitweise mit Pamela Anderson verheiratet war.
Der größte Schurke Nollbergas ist Baron Bosse. Er hat schon viel Unheil über die Gemarkung gebracht, angefangen bei der Einführung von „Botong“ als allround-Stoff (Baumaterial, Nahrungsmittel, Kleiderstoff etc.), über den Import von Vampiren, die Nollberga als Touristen mit Appetit besuchen, bis hin zum Bau eines Hafenviertels, in dem sich zweifelhafte Gestalten herumtreiben. Letzten Endes muss ganz Nollberga evakuiert werden, indem der Mutterboden abgehobelt wird und eingerollt im Schlepp hinter Rymd-Börjes Rakete auf den Mond befördert wird. Dort spielt fortan die Geschichte Nollbergas weiter – allerdings unter einer gigantischen Käseglocke.
Andere herausragende Persönlichkeiten Nollbergas sind die schöne Flora Andersson, Tochter des Kaufmanns; Elof Öman, Medienmagnat; Viggo Filtner, Sektenführer (Viggo hat zeitweise den König vertreten, nutzte den Königstitel aber nur dazu aus das Eurovisionsfestival zu gewinnen); Explorer Johansson, Fisk-Gunnar, die Warnuts, die Bautastenarna, nebst diverse sprechender Pfifferlinge, die auf die Nollberga-Bevölkerung verächtlich herabsehen.

## Werke, Auswahl
- 1980 Sibylla
- 1985 Anina Kregmar Story
- 1991 Assar
- 1996 Ledig Lördag
- 2002 In Colores
- 2005 Härifrån till Flen

## Auszeichnungen
- 1997 Urhunden-Preis des Comicvereins Seriefrämjandet